# 库尔默曼
库尔默曼（法語：Courmemin，法語發音：[kuʁməmɛ̃]）是法国卢瓦-谢尔省的一个市镇，属于罗莫朗坦-朗特奈区。

## 地理
库尔默曼（47°28'19"N, 1°37'37"E）面积24.17 平方千米，位于法国中央-卢瓦尔河谷大区卢瓦-谢尔省，该省份为法国中北部省份，北起厄尔-卢瓦省，东北接卢瓦雷省，东南接谢尔省，南至安德尔省，西南接安德尔-卢瓦尔省，西北接萨尔特省。
与库尔默曼接壤的市镇（或旧市镇、城区）包括：博济、索洛涅地区方丹、索洛涅地区米尔、韦兰、索洛涅地区韦尔努。

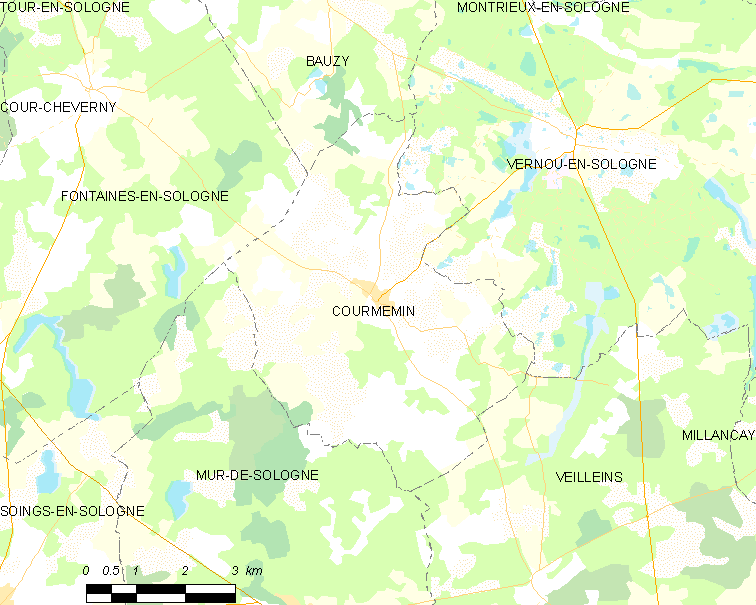
库尔默曼的OSM定位图

库尔默曼的时区为UTC+01:00、UTC+02:00（夏令时）。

## 行政
库尔默曼的邮政编码为41230，INSEE市镇编码为41068。

## 政治
库尔默曼所属的省级选区为尚博尔县。

## 人口

1962-2008年间库尔默曼人口变化图示

库尔默曼于2022年1月1日时的人口数量为498人。